# Hypersonic Technology Vehicle 2

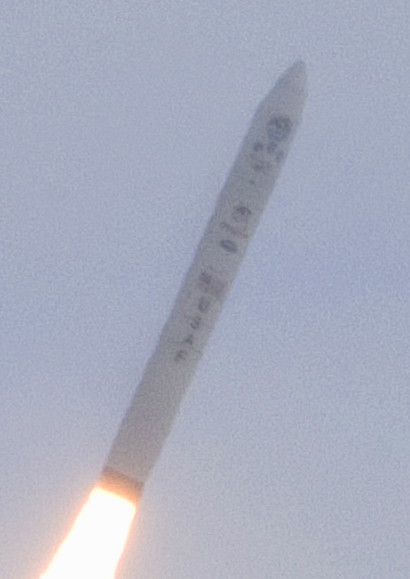
Start rakiety Minotaur IV Lite z HTV-2 na pokładzie, 22 kwietnia 2011 roku

Hypersonic Technology Vehicle 2 (HTV-2 Falcon) – amerykański bezzałogowy statek powietrzny, osiągający prędkość hipersoniczną w locie szybującym, opracowany przez Defense Advanced Research Projects Agency (DARPA).

## Historia

### Geneza
Do lat 60. XX wieku w budowie bojowych samolotów dominowała filozofia „szybciej i wyżej”. Głównym sposobem na uniknięcie zestrzelenia przez nieprzyjacielską obronę przeciwlotniczą miały być bardzo duże prędkości osiągane na wysokim pułapie lotu. Przedstawicielem owej filozofii był między innymi bombowiec North American XB-70 Valkyrie. Jednakże rozwój broni przeciwlotniczej, a zwłaszcza rakietowych pocisków przeciwlotniczych, zmienił podejście strategów oraz konstruktorów do tego, jakimi cechami powinny charakteryzować się maszyny bojowe. Niekorzystne zjawiska fizyczne wpływające na strukturę płatowca podczas lotu z bardzo dużą prędkością, silne nagrzewanie powierzchni samolotu związane ze sprężaniem powietrza oraz tarciem również stanowiły barierę technologiczną dla ówczesnych konstruktorów. Barierę tę można było pokonać, ale za cenę bardzo dużych kosztów eksploatacji. Doskonałym tego przykładem był bombowiec Convair B-58 Hustler. Wymienione niekorzystne czynniki przyczyniły się do zmiany strategii. Zamiast „szybciej i wyżej” nacisk położono na wysoką manewrowość oraz możliwie niezauważalne podejście do celu. Efektem nowej koncepcji był rozwój technologii stealth oraz wektorowania ciągu. Przykładem maszyn zbudowanych w oparciu o nowe technologie są między innymi samoloty Lockheed F-22 Raptor, Northrop B-2 Spirit czy najnowszy Lockheed F-35 Lightning II.

### Prędkości hipersoniczne
W 1981 roku do swojego pierwszego lotu wzbił się wahadłowiec kosmiczny Columbia. Podczas 30 lat służby promów zebrano ogromne doświadczenie z eksploatacji maszyn osiągających bardzo duże prędkości i narażonych na ekstremalne zmiany temperatury, oddziałujące na ich konstrukcję. Rozwój silników typu scramjet oraz technologii budowy ceramicznych materiałów odpornych na bardzo wysokie temperatury pozwolił na realny powrót do koncepcji budowy samolotów osiągających prędkości rzędu 10–20 Ma. Innym powodem, dla którego Stany Zjednoczone podjęły decyzję o rozpoczęciu programów budowy tego typu maszyn, są możliwości, jakie pojawiają się wraz z nimi. Stany Zjednoczone będące światowym mocarstwem strzegą swoich interesów w skali globalnej. Jednakże szybkość reakcji komponentu wojskowego to czas rzędu kilkunastu, kilkudziesięciu godzin w przypadku samolotów bojowych, które są w stanie w takim czasie dolecieć do dowolnego miejsca na ziemi, nie licząc czasu potrzebnego do zapewnienia odpowiedniego wsparcia logistycznego takiej operacji. W przypadku użycia sił lądowych lub morskich czas reakcji liczony jest już w dniach i tygodniach. Użycie zaś balistycznych rakiet bojowych mija się z celem w przypadku konfliktów asymetrycznych, na jakie obecnie narażone są Stany Zjednoczone. Posiadanie sprawnej technologii hipersonicznych środków rażenia zapewnia zaś możliwość reakcji rzędu 1–2 godzin. W takim czasie startujący z kontynentalnej części Stanów Zjednoczonych pojazd jest w stanie osiągnąć dowolny punkt na kuli ziemskiej.

## Prompt Global Strike
„Prompt Global Strike” czyli „Natychmiastowe Globalne Uderzenie” to program zainicjowany na początku XXI wieku. Jego celem było uzyskanie konwencjonalnych środków rażenia, zdolnych do osiągnięcia dowolnego celu na świecie w przeciągu godziny lub dwóch – po starcie z terytorium Stanów Zjednoczonych. W 2003 roku United States Air Force oraz Defense Advanced Research Projects Agency ogłosiły rozpoczęcie badań nad uzyskaniem hipersonicznego systemu bojowego wielokrotnego użytku. W ramach owego programu założono zbudowanie rakiety nośnej (SLV – Small Launch Vehicle) i samolotu hiperdźwiękowego (HCV – Hypersonic Cruise Vehicle) wynoszonego na orbitę przez SLV, zdolnego do manewrowego lotu. Pojazd powinien charakteryzować się możliwością pokonania około 17 000 km w czasie 2 godzin z ładunkiem rzędu 5,5 tony. Jednym z etapów prac projektowych pojazdu HCV jest HTV-2 Falcon: szybujący, bezzałogowy aparat latający wynoszony na orbitę. Jego testy mają na celu sprawdzenie w praktyce technologii użytych w programie. Instytucją odpowiedzialną za budowę HTV-2 była DARPA.

## HTV-2
Pierwszy start aparatu HTV-2 odbył się 22 kwietnia 2010 roku. Z Vandenberg Air Force Base wystartowała rakieta Minotaur IV Lite, na której pokładzie znajdował się HTV-2. Celem był atol Kwajalein na Pacyfiku. Według założeń HTV-2 po oddzieleniu się od nosiciela miał osiągnąć oddalony o 7700 km atol z prędkością chwilową rzędu 20 Ma. Jednakże po pomyślnym oddzieleniu się od rakiety nośnej autopilot pojazdu wydał błędną komendę o zakończeniu lotu, który trwał tylko 9 minut. Pomimo niepowodzenia zebrano wstępne dane dotyczące pracy systemów pokładowych aparatu. 11 sierpnia 2011 roku przeprowadzono kolejną próbę (odwołaną dzień wcześniej z powodu złych warunków atmosferycznych). HTV-2 kolejny raz pomyślnie oddzielił się od swojego nosiciela i rozpoczął samodzielny lot szybujący, jednakże z nieznanych powodów po około 3 minutach od startu utracono łączność z aparatem, który spadł do Oceanu Spokojnego.

## Advanced Hypersonic Weapon
Pomimo niepowodzeń uzyskane wyniki wykorzystano przy budowie pojazdu oznaczonego jako Advanced Hypersonic Weapon (AHW), będącego kolejny testowym bezzałogowym aparatem szybującym, którego udaną próbę lotu przeprowadzono 17 listopada 2011 roku.